# Le Café du Commerce
Pour les articles homonymes, voir café du commerce.
 (octobre 2019).
Le Café du Commerce est un restaurant-brasserie, situé rue du Commerce, dans le 15e arrondissement de Paris.

## Histoire
Ancien magasin sur trois niveaux, spécialisé dans le vêtement pour femmes, l'établissement de la rue du Commerce devient un restaurant à menu unique, le Mille couverts, à partir de 1921. La clientèle était principalement des ouvriers du secteur automobile. On leur servait le « bœuf au pot », ou « bouillon », dans la grande tradition des bouillons parisiens du XIXe siècle. Plus tard, d'autres plats bon marché complétèrent la carte.
Pendant la Seconde Guerre mondiale, en pleines restrictions, l'établissement reste parmi les plus abordables, ce qui fait rapidement de lui une vraie institution parisienne. En 1988, il est rebaptisé Le Café du Commerce.
Le nom du restaurant a été utilisé par Marcel Dassault pour une rubrique journalistique dans Jours de France.
Il manque de se faire racheter par une chaîne de restauration, avant d'être repris de justesse par Marie et Étienne Guerraud en 2003.
Ce site est desservi par les stations de métro Commerce, Avenue Émile-Zola et La Motte-Picquet - Grenelle.

## Le cadre
La structure de l'ancien magasin de jupons n'a pas été modifiée. Le Café du Commerce comporte ainsi deux grandes galeries en mezzanine, style années trente, qui font toute son originalité. La verrière qui illumine la galerie est entièrement amovible.